# فرودگاه شهری بالور
فرودگاه شهری بالور (به انگلیسی: Bolivar Municipal Airport) یک فرودگاه همگانی بهره‌برداری هوایی است که یک باند فرود آسفالت دارد و طول باند آن ۱۲۱۹ متر است. این فرودگاه در شهر بولیور، میزوری کشور ایالات متحده آمریکا قرار دارد و در ارتفاع ۳۳۳ متری از سطح دریا واقع شده‌است.